# Puyuhuapi
Puyuhuapi è un comune del Cile, situato nella regione di Aysén e nella provincia di Aisén.